# Brownlowia palustris
Brownlowia palustris är en malvaväxtart som beskrevs av André Joseph Guillaume Henri Kostermans. Brownlowia palustris ingår i släktet Brownlowia och familjen malvaväxter. Inga underarter finns listade i Catalogue of Life.